# Малецкий, Антоний Иосифович
Анто́ний Ио́сифович Мале́цкий (17 апреля 1861, Санкт-Петербург — 17 января 1935, Варшава) — титулярный епископ Дионисианы, Апостольский администратор Ленинграда (с 1926). Деятель Римско-католической церкви.

## Семья и образование
Родился в семье полковника, военного инженера. Окончил гимназию «Анненшуле» в Петербурге, учился в военном училище. Окончил католическую Санкт-Петербургскую духовную семинарию (1884).

## Священник
С 1884 года — священник, викарий церкви святого Антония в Витебске. С 1885 года — викарий Минского кафедрального собора. Занимался социальной работой. После смерти настоятеля собора молодой активный священник был назначен его преемником. Российские власти отнеслись к этому негативно и выдвинули на эту должность другого человека, с чем, в свою очередь, не согласилась церковь. В результате о. Антоний был арестован по обвинению в отказе выдать ключи от церкви «для проведения ревизии» и приговорён к ссылке в Оренбургскую губернию, заменённой затем тремя годами изоляции в Аглонском монастыре (Латвия). Позднее срок изоляции был сокращён до двух лет — после его истечения о. Антоний смог переехать в Петербург.

### «Петербургский дон Боско»
С 1887 года — викарий прихода св. Станислава в Санкт-Петербурге. Открыл первый в Санкт-Петербурге приют для мальчиков, на основе которого вскоре были созданы ремесленная школа и католическая гимназия, национализированные в 1918 году (к тому времени под опекой о. Антония находились почти 400 детей из бедных семей и сирот). Подростки занимались в мастерских: столярной, переплётной, слесарно-механической, кузнечной и литейной, для которых в 1900 году было построено просторное и оснащённое современным оборудованием каменное здание. В 1905 году основал в пригороде Луги школу для детей из бедных польских семей, в 1915 году — под Псковом школу для обучения детей сельскохозяйственным профессиям. Его называли «петербургским доном Боско» — по аналогии с известным католическим священником, активно работавшим с молодёжью в Италии в XIX веке и причисленным позднее к лику святых (его опыт о. Антоний активно использовал в своей деятельности). Являлся почётным каноником.

Янина Дойникова в своих воспоминаниях так отзывалась об о. Антонии: 

Моего отца отдали в приют для польских детей, который был основан о. Малецким. В этом приюте мальчики учились выбранному ремеслу и получали общее образование по гимназической программе. В приюте мой отец начал плохо себя вести, практически не учился: он обиделся на то, что его, а не его брата отдали в приют. О. Малецкий вызвал его к себе и сказал: «Видимо ты решил стать сапожником? Если ты и дальше будешь так относиться к своим обязанностям, то ничего другого тебе не останется, как только чинить чужие истоптанные ботинки». Разговор с о. Антонием произвел на моего отца огромное впечатление. С этого момента он начал стараться, чтобы заслужить похвалу и вскоре стал одним из лучших учеников. Окончив школу в приюте, он, как один из лучших, поступил в Военно-медицинскую академию.

### Деятельность в 1918—1926 годах
О. Антоний был основателем кружка христианских демократов в Петрограде. В 1921 году он стал ректором подпольной семинарии. В марте 1923 года был арестован вместе с большой группой католического духовенства и на «московском процессе» 1923 года приговорён к трём годам тюремного заключения. В тюрьме перенёс инфаркт, в 1925 году вышел на свободу и в январе 1926 года вернулся в Ленинград. После освобождения занимал пост генерального викария Могилёвской архиепархии.

## Епископ
В 1926 году представитель Папы Римского епископ Мишель д’Эрбиньи посетил СССР и тайно рукоположил четырёх католических епископов, одним из которых был Антоний Малецкий, ставший титулярным епископом Дионизианским (Dionysianensis), Апостольским администратором Ленинграда и вспомогательным епископом Могилёвкого диоцеза. На этом посту подвергался гонениям со стороны власти, но, несмотря на это, ещё дважды пытался организовать подпольную семинарию. В жизнеописании о. Антония так говорится о его деятельности: 

65-летний епископ все силы отдает пастве. Исповедовав, совершив Литургию и прочитав проповедь в одной церкви, он отправляется в другую, чтобы там все это повторить, а после полудня, он отправлялся в третью, чтобы отслужить Вечерню и укрепить верующих Словом Божиим. Владыка является вдохновителем катехизации в городе и области. При церквах, несмотря на сложность, действуют молодёжные кружки, на квартирах его бывших воспитанников детвора разыгрывает театральные представления.

В 1927 году под давлением властей был вынужден уехать в Архангельск, но вскоре вернулся. В 1928 году совершил тайную епископскую хиротонию о. Теофиласа Матуляниса, назначив его своим заместителем (однако епископ Матулянис был арестован раньше епископа Малецкого).

В ноябре 1930 года был арестован, приговорён к ссылке, которую отбывал в Иркутской области. В его письме из ссылки говорилось: 

Живу в хате среди гор высоких, обросших кустарником — где медведи живут, на прекрасном берегу реки Ангары; есть возможность в абсолютном одиночестве общаться с Богом. Желал я под конец жизни поселиться где-нибудь в монастырской тиши. Нашел этот уголок, но так далеко, далеко от всех и от работы приходской, так милой мне. Тут нет ни одного католика… Творись Воля Божия! Живи теперь, как будто в монастыре.

Несмотря на уважение со стороны местного бурятского населения (буряты называли епископа «дедушкой»), его жизнь в ссылке была трудной, он много болел.

## Отъезд в Польшу и смерть
В 1934 году тяжело больному епископу было разрешено выехать в Польшу. Он был вынужден проделать пешком часть 150-вёрстного пути от деревни до Иркутска. По воспоминаниям современников, за ним в Иркутск был направлен человек, который нашёл епископа Малецкого на вокзале истощённым и невротизированным. Но когда 6 марта 1934 года его привезли в Ленинград, то епископ отказался покинуть свою паству и согласился на отъезд за границу только после того, как его убедили в необходимости поездки в Рим для того, чтобы сообщить Папе о гонениях на католиков в СССР. Однако состояние здоровья епископа сделало такую поездку невозможной.
Скончался в январе 1935 года от полного истощения организма. Похоронен в соборе св. Яна в Варшаве, в 1961 году перезахоронен на кладбище Повонзки.

## Почитание
В 2003 году официально начался процесс беатификации (причисления к лику блаженных) епископа Антония Малецкого. В приходе св. Станислава в Санкт-Петербурге была освящена посвящённая ему памятная доска.
10 декабря 2006 года состоялось торжественное открытие и освящение памятной доски на доме по адресу Кирилловская улица, 19, где размещался приют для мальчиков. Доска изготовлена на частные пожертвования, часть средств выделено Генеральным консульством Республики Польша в Санкт-Петербурге. На ней написано на русском и польском языках: «В этом доме с 1913 по 1918 год жил и работал основатель приюта для мальчиков священник Антоний Малецкий».
С 1997 года поляками Санкт-Петербурга создана «Региональная общественная организация Санкт-Петербургский Союз Поляков имени епископа Антония Малецкого».
Существует общество, названное в его честь, прошёл симпозиум, темой которого стали жизнь и деятельность епископа.

## Награды
- Орден Святой Анны 3 степени (1914 год)[1].